# Coligação PPD/PSD.CDS–PP
A Coligação PPD/PSD.CDS–PP, atualmente com o nome AD – Coligação PSD/CDS é uma coligação eleitoral portuguesa ad hoc que existe entre o Partido Social Democrata (PPD/PSD) e o CDS – Partido Popular (CDS–PP), sendo utilizada, maioritariamente para eleições autárquicas.

## História
A coligação existe desde as eleições autárquicas de 1989, sendo desativada nas eleições autárquicas de 1993 e voltando em eleições autárquicas de 1997 até à atualidade. Nas eleições europeias de 2004, a coligação concorreu com o nome Força Portugal e nas europeias de 2014 com o nome Aliança Portugal.
Na sequência das eleições para a Assembleia da República de 2002, o partido mais votado, o Partido Social Democrata, liderado por José Manuel Durão Barroso, aliou-se ao Partido Popular de Paulo Portas por forma a assegurar uma maioria parlamentar e formar novo Governo, e o mesmo aconteceu nas eleições para a Assembleia da República de 2011, onde o PPD/PSD, liderado por Pedro Passos Coelho se aliou novamente ao CDS–PP liderado por Paulo Portas, que seria o ministro de Estado e dos Negócios Estrangeiros e posteriormente vice-primeiro-ministro.
O PPD/PSD e o CDS–PP assinaram no dia 25 de abril de 2015 um compromisso para formar uma aliança para as eleições legislativas de 2015 escolhendo como nome Portugal à Frente, com a assinatura de Pedro Passos Coelho e Paulo Portas no dia 16 de maio como ato fundador da coligação, tendo as linhas de orientação sido relevadas a 3 de junho de 2015 e a coligação formalmente registada a 20 de julho de 2015. O nome da aliança foi divulgado no dia 5 de junho em Aveiro.
Nas eleições legislativas de 2015 a coligação apresentou candidaturas em todos os círculos eleitorais, excetuando os das regiões autónomas. Nesses círculos ambos os partidos apresentaram candidaturas separadas, sendo que o CDS–PP se juntou ao Partido Popular Monárquico (PPM) no círculo eleitoral dos Açores.
A sua extinção “natural”, na sequência da queda do XX Governo Constitucional, foi confirmada a 17 de dezembro por Passos Coelho: «não é preciso nenhum ato formal para lhe pôr termo». À data da extinção, o líder do maior partido desta coligação não pôs de parte o seu reatamento futuro e acentuou a continuada convergência de posições dos dois partidos.
Nas eleições autárquicas de 2021, Rui Rio e Francisco Rodrigues dos Santos reativaram a coligação.
Em 2022, a coligação foi reativada apenas no círculo eleitoral da Madeira, como Madeira Primeiro, tendo sido um dos únicos círculos em que o Partido Socialista perdeu nas legislativas de 2022.
Nas eleições legislativas de 2024, a coligação foi reativada apenas no círculo eleitoral da Madeira, novamente como Madeira Primeiro.
Nas eleições legislativas de 2025, a coligação foi reativada novamente a nível nacional com o nome AD – Coligação PSD/CDS, exceto no círculo eleitoral dos Açores, onde foi a eleições a Aliança Democrática em conjunto com o PPM, mas com a designação PSD/CDS/PPM. Nestas legislativas, a coligação foi também apoiada pelo Partido da Terra (MPT), cujo presidente, Pedro Pimenta ocupa o 25.º lugar da lista por Lisboa. A coligação acabou por conseguir uma vitória com maioria relativa nas eleições, alcançando 91 deputados.

## Cronologia
- 2004 — Força Portugal (PPD/PSD.CDS–PP), coligação feita para as eleições parlamentares europeias de 2004;
- 2004 — Coligação Açores (PPD/PSD.CDS-PP), coligação feita para as eleições legislativas regionais nos Açores em 2004;
- 2015 - Aliança Portugal (PPD/PSD.CDS-PP), coligação feita para as eleições parlamentares europeias de 2015;
- 2015 - Portugal à Frente (PPD/PSD.CDS-PP), coligação feita para as eleições legislativas portuguesas de 2015;
- 2022 - Madeira Primeiro (PPD/PSD.CDS-PP), coligação feita para as eleições legislativas portuguesas de 2022, apenas no círculo eleitoral da Madeira;
- 2023 - Somos Madeira (PPD/PSD.CDS-PP), coligação feita para as eleições legislativas regionais na Madeira em 2023;
- 2024 - Madeira Primeiro (PPD/PSD.CDS-PP), coligação feita para as eleições legislativas portuguesas de 2024, apenas no círculo eleitoral da Madeira;
- 2025 - AD – Coligação PSD/CDS (PPD/PSD.CDS-PP), coligação feita para as eleições legislativas portuguesas de 2025. Concorreu em todos os círculos eleitorais, exceto no dos Açores.

## Resultados eleitorais

Símbolo utilizado pela coligação em 2015, para as eleições legislativas.

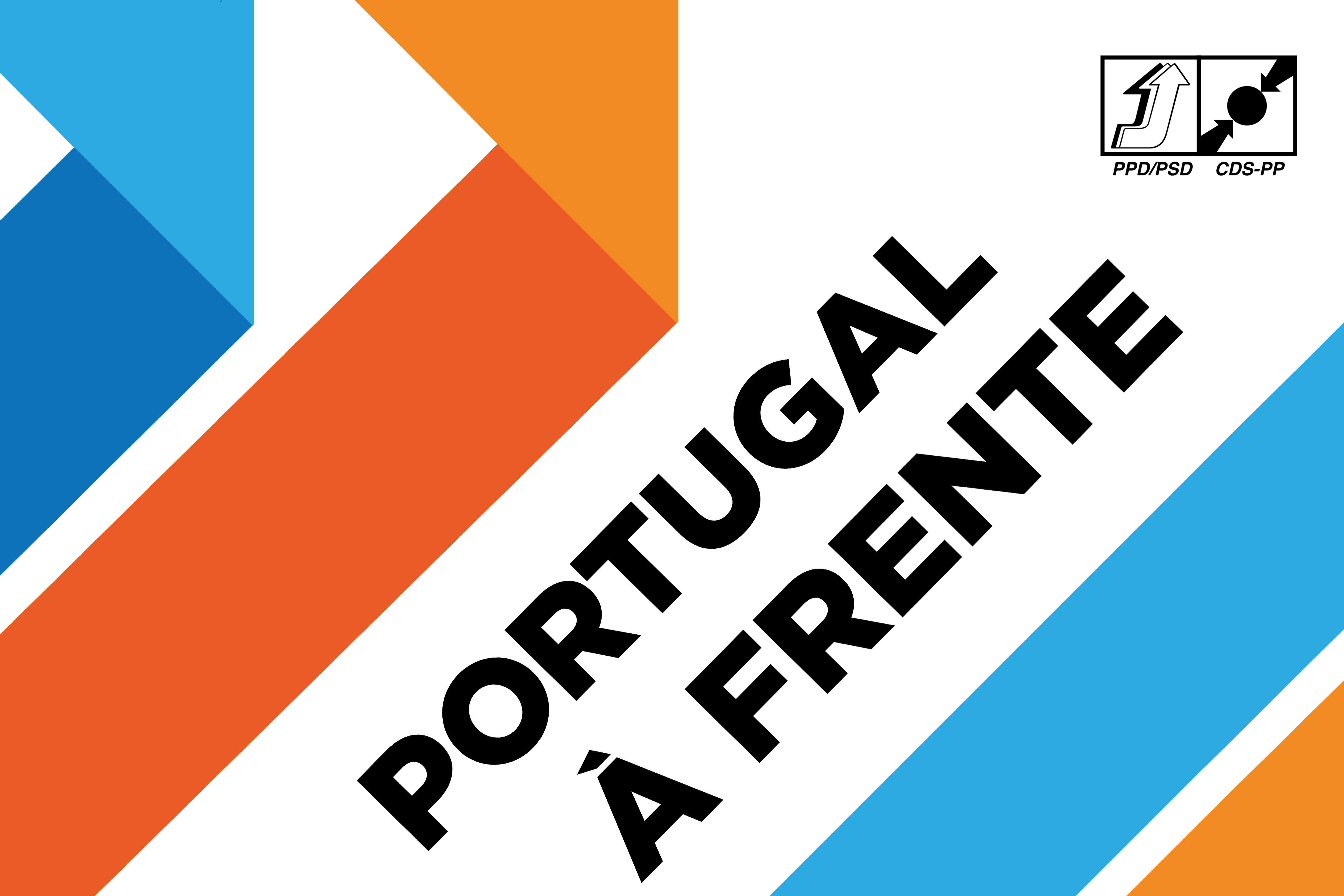
Bandeira utilizada pela coligação em 2015, para as eleições legislativas.

### Eleições legislativas

#### Nacional
| Data | CI.                                           | Votos                                         | %                                             | Deputados                                     | Status                                        | Notas                                         |
| ---- | --------------------------------------------- | --------------------------------------------- | --------------------------------------------- | --------------------------------------------- | --------------------------------------------- | --------------------------------------------- |
| 2015 | 1.º                                           | 2 082 511                                     | 38,56 / 100,00                                | 107 / 230                                     | Oposição                                      | Portugal à Frente                             |
| 2019 | Não houve coligação                           | Não houve coligação                           | Não houve coligação                           | Não houve coligação                           | Não houve coligação                           | Não houve coligação                           |
| 2022 | Região Autónoma da Madeira (Madeira Primeiro) | Região Autónoma da Madeira (Madeira Primeiro) | Região Autónoma da Madeira (Madeira Primeiro) | Região Autónoma da Madeira (Madeira Primeiro) | Região Autónoma da Madeira (Madeira Primeiro) | Região Autónoma da Madeira (Madeira Primeiro) |
| 2024 | 1.º                                           | 1 867 442                                     | 28,83 / 100,00                                | 80 / 230                                      | Governo                                       | Aliança Democrática                           |
| 2025 | 1.º                                           | 1 971 558                                     | 31,21 / 100,00                                | 91 / 230                                      | Governo                                       | AD – Coligação PSD/CDS                        |

### Eleições legislativas (círculo eleitoral da Madeira)
| Data | Cl.  | Votos  | %             | Deputados | Status   | Notas            |
| ---- | ---- | ------ | ------------- | --------- | -------- | ---------------- |
| 2022 | 10.º | 50 634 | 0,91 / 100,00 | 3 / 6     | Oposição | Madeira Primeiro |
| 2024 | 10.º | 52 992 | 0,82 / 100,00 | 3 / 6     | Governo  | Madeira Primeiro |

### Eleições europeias
| Data | Cl.                 | Votos               | %                   | Deputados           | Notas               |
| ---- | ------------------- | ------------------- | ------------------- | ------------------- | ------------------- |
| 2004 | 2.º                 | 1 132 769           | 33,27 / 100,00      | 9 / 24              | Força Portugal      |
| 2009 | Não houve coligação | Não houve coligação | Não houve coligação | Não houve coligação | Não houve coligação |
| 2014 | 2.º                 | 910 647             | 27,71 / 100,00      | 7 / 21              | Aliança Portugal    |
| 2019 | Não houve coligação | Não houve coligação | Não houve coligação | Não houve coligação | Não houve coligação |
| 2024 | 2.º                 | 1 228 307           | 31,11 / 100,00      | 7 / 21              | Aliança Democrática |

### Eleições autárquicas

#### Câmaras e vereadores municipais
| Data | Cl.                 | Votos               | %                   | +/-                 | Presidentes         | +/-                 | Vereadores          | +/-                 |
| ---- | ------------------- | ------------------- | ------------------- | ------------------- | ------------------- | ------------------- | ------------------- | ------------------- |
| 1989 | 5.º                 | 192 968             | 3,90 / 100,00       |                     | 1 / 305             |                     | 13 / 1 997          |                     |
| 1993 | Não houve coligação | Não houve coligação | Não houve coligação | Não houve coligação | Não houve coligação | Não houve coligação | Não houve coligação | Não houve coligação |
| 1997 | 6.º                 | 160 354             | 2,99 / 100,00       |                     | 0 / 305             |                     | 11 / 2 021          |                     |
| 2001 | 4.º                 | 547 555             | 10,42 / 100,00      | 7,43                | 16 / 308            | 16                  | 130 / 2 044         | 119                 |
| 2005 | 3.º                 | 628 648             | 11,62 / 100,00      | 1,20                | 20 / 308            | 4                   | 166 / 2 046         | 36                  |
| 2009 | 3.º                 | 872 429             | 15,76 / 100,00      | 4,14                | 22 / 308            | 2                   | 207 / 2 078         | 41                  |
| 2013 | 3.º                 | 610 687             | 12,22 / 100,00      | 3,54                | 19 / 308            | 3                   | 208 / 2 086         | 1                   |
| 2017 | 3.º                 | 673 889             | 13,00 / 100,00      | 0,78                | 19 / 308            | Estável             | 223 / 2 074         | 15                  |
| 2021 | 2.º                 | 922 321             | 18,45 / 100,00      | 5,45                | 41 / 308            | 22                  | 348 / 2 064         | 125                 |

### Eleições regionais

#### Região Autónoma dos Açores
| Data | Cl. | Votos  | %              | Deputados | Status   | Notas            |
| ---- | --- | ------ | -------------- | --------- | -------- | ---------------- |
| 2004 | 2.º | 38 883 | 36,84 / 100,00 | 21 / 52   | Oposição | Coligação Açores |

#### Região Autónoma da Madeira
| Data | Cl. | Votos  | %              | Deputados | Status  | Notas         |
| ---- | --- | ------ | -------------- | --------- | ------- | ------------- |
| 2023 | 1.º | 58 399 | 43,13 / 100,00 | 23 / 47   | Governo | Somos Madeira |